# Prionostemma riveti
Prionostemma riveti is een hooiwagen uit de familie Sclerosomatidae.